# 雙體船

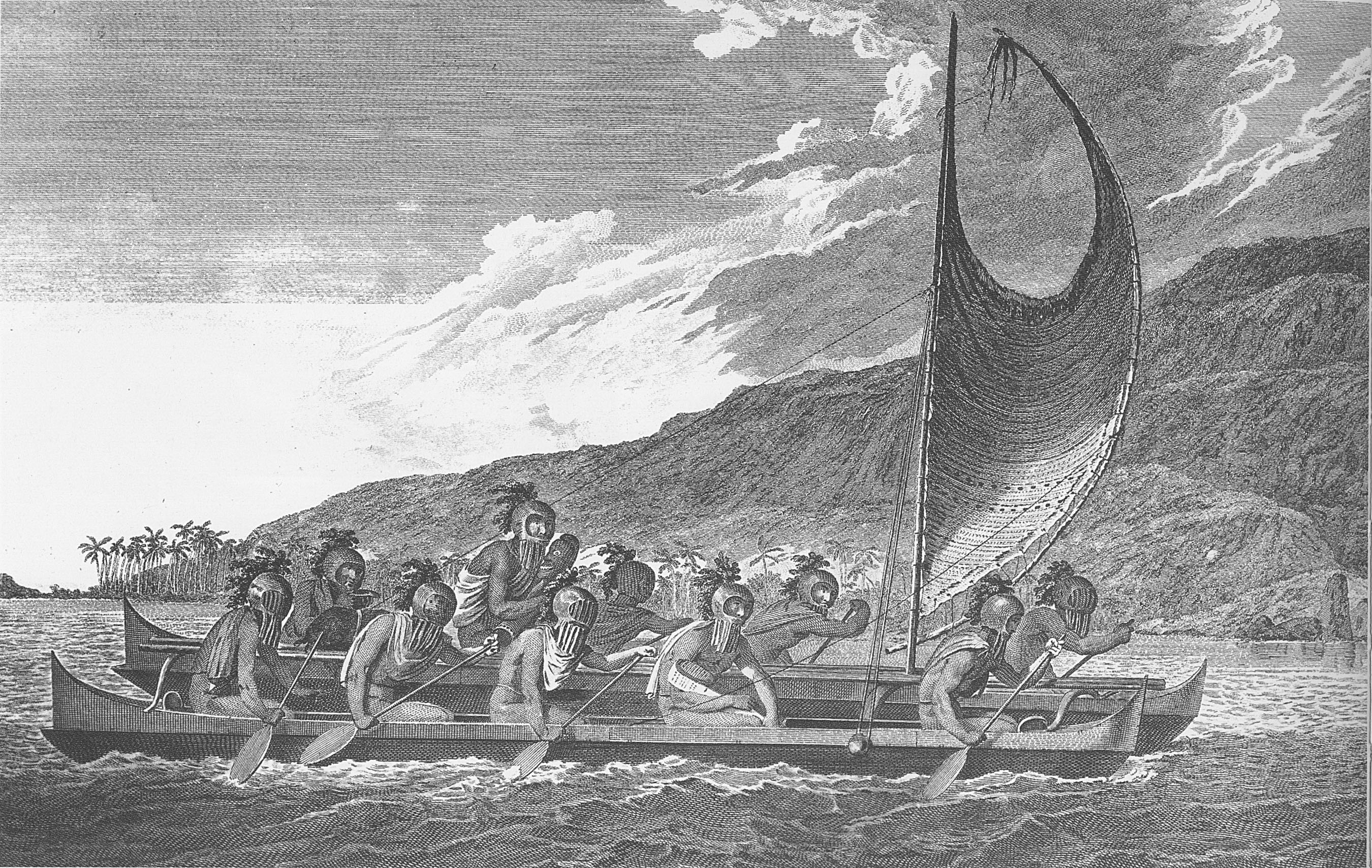
A Polynesian catamaran

雙體船（英語：catamaran，羅馬化：kattumaram）在古汉语中也称舫，是由两个平行的瘦長船體橫向連在一起組成的連體船，船體間用悬空的甲板連接并承载上层结构，且各个船体通常拥有獨立的推動裝置。由於双体船的重心位于两个船体之间，两个船体又互为舷侧浮架（outrigger）结构，可承受較大的風浪仍保持稳定不易翻船。在高速航行時，兩個較瘦長的船體可以大幅降低船身的阻力，而且同噸位下吃水较浅、船宽更大可以在甲板上承载更多人员和器材，具有較高的運輸效率。现今的双体船常見於競技及娛樂用的游艇設計，少量用于近海水域的军事活动。

## 歷史

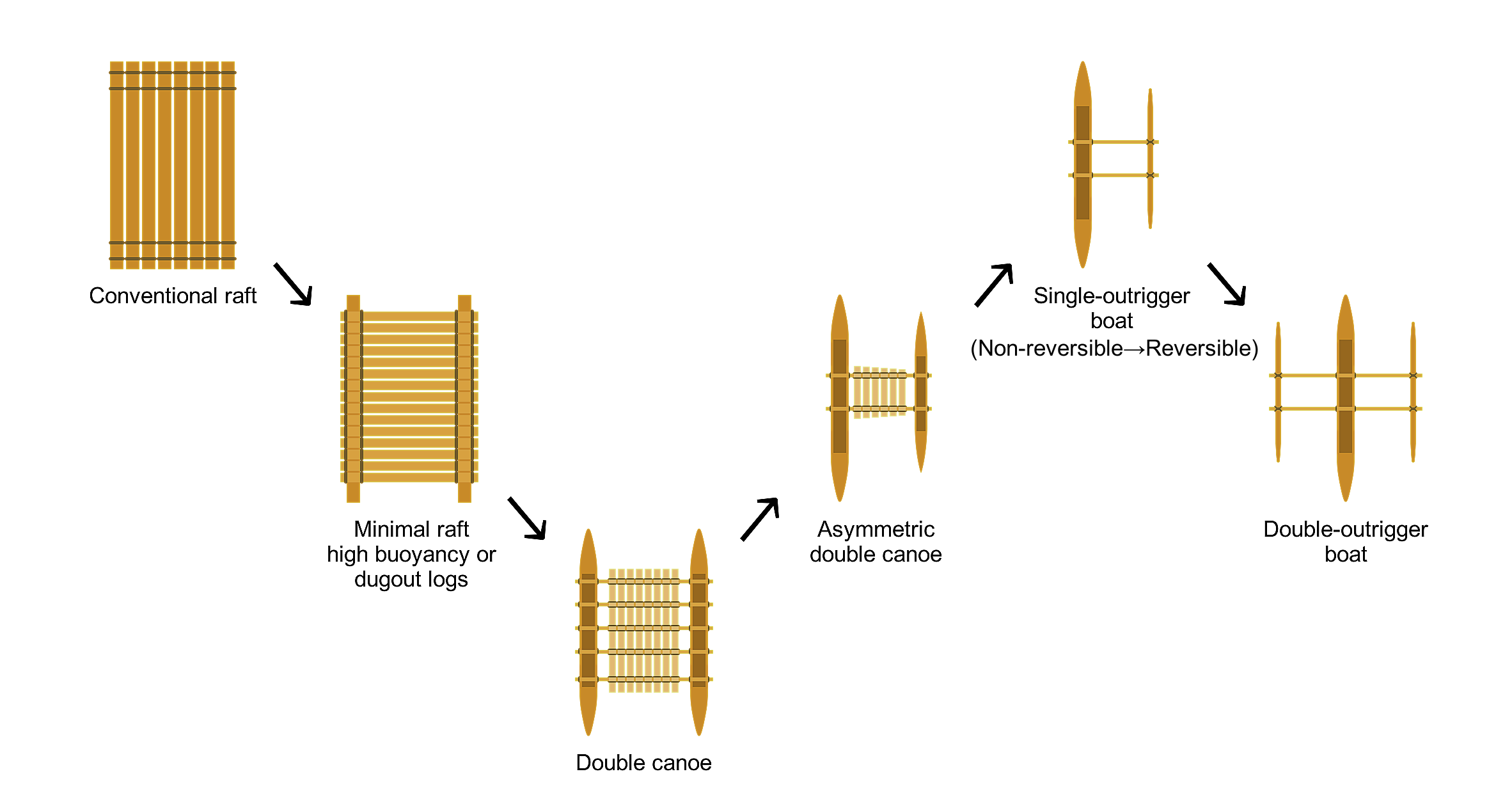
南島民族的船隻設計演變，從筏發展成雙體船，再發展成舷外浮桿。

雙體船在數千年前由南島民族發明，後來進一步發展成舷外浮桿。在印度洋和東南亞上較早建立的南島族群通常偏好較新發明的雙重舷外浮桿設計，在之字形逆風行進（tacking）時的效能較好，但也保有並少量使用雙體船的技術。而在太平洋較晚建立的波里尼西亞以及密克罗尼西亚岛群族群則只用雙體船和單一舷外浮桿，因為雙重舷外浮桿的技術未曾傳到那裡。他們使用蟹爪形帆配合來回進退的航行方式（shunting）來應對之逆風行進的問題。
在中國，類似的設計稱為舫，也使用了超過二千年。
西方人在17世記才初次引入，到19世記才漸漸變得常見 ，初期只用在帆船，直到20世記才和燃料推動船隻結合。

## 动力

### 風帆雙體船
和單體帆船相比，雙體帆船的速度較高，原因是：
- 雙體船每個船身的横切面比單體薄，水阻較少
- 雙體船的龍骨無需配重，因此較輕

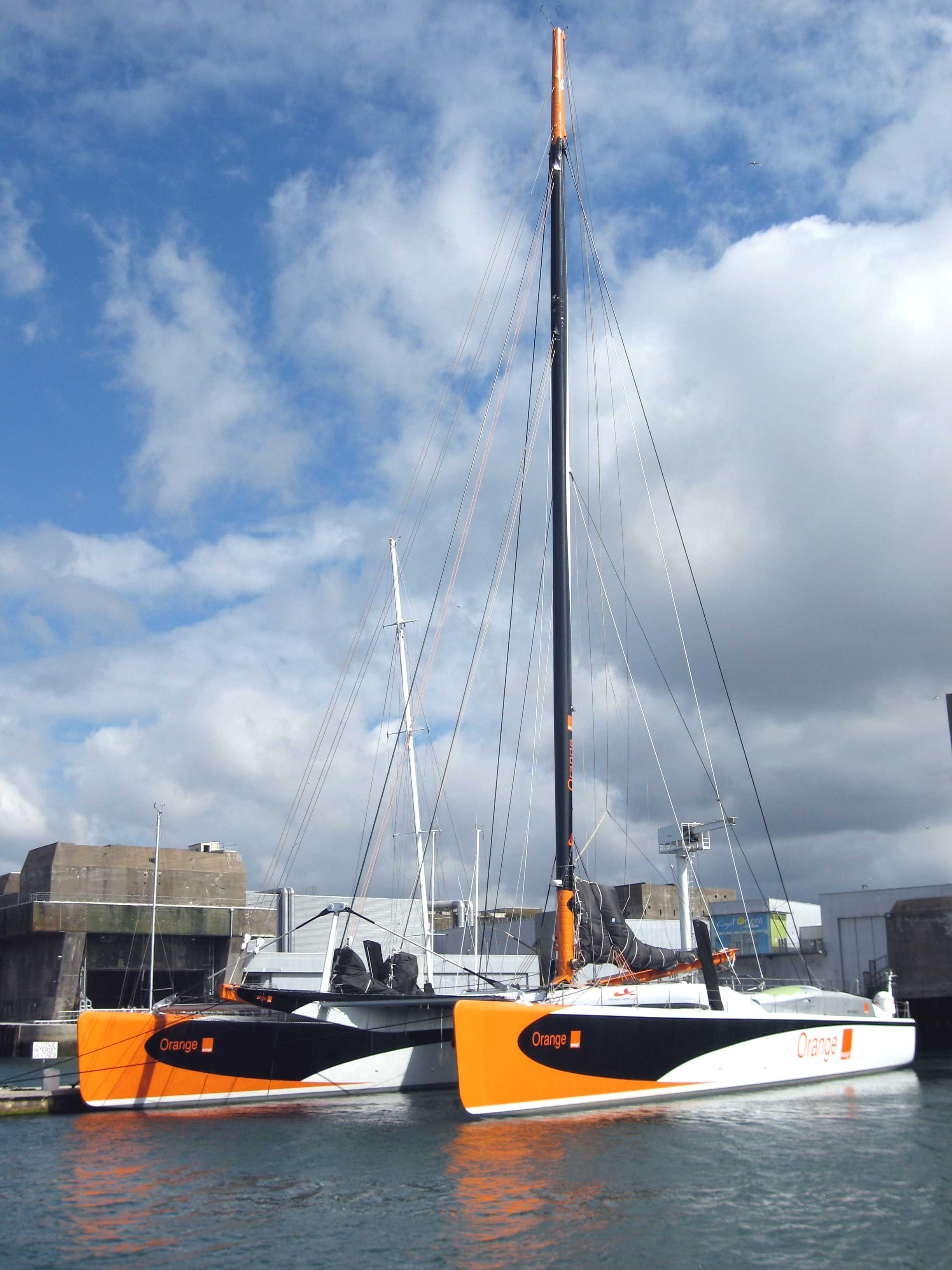
Maxi Catamaran Orange II

- 雙體船的整體艦寛較闊，因此較為穩定，亦可張更多的帆
- 因為雙體船較為穩定，故此大風時較大機會保持垂直

2001年，一艘雙體帆船 Club Med 在62天內環遊世界，平均速度為18節。
雙體帆船除了在各类体育赛事中普遍可见，用于家庭度假、休闲娱乐、商务交际的双体帆船在欧美也非常风靡盛行。现在这类双体船在中国也开始流行起来，在各大主要游艇港口都到处可见。这类双体船的设计通常考虑到家庭使用的方便性，装潢也体现出家庭氛围的温馨舒适性，适合于家庭出航休闲度假、放松身心的选择。装潢考究、豪华的双体船，也被大型企业集团的老总或私人老板购买用于商务会议、公司聚会、小型聚會等。

### 動力雙體船

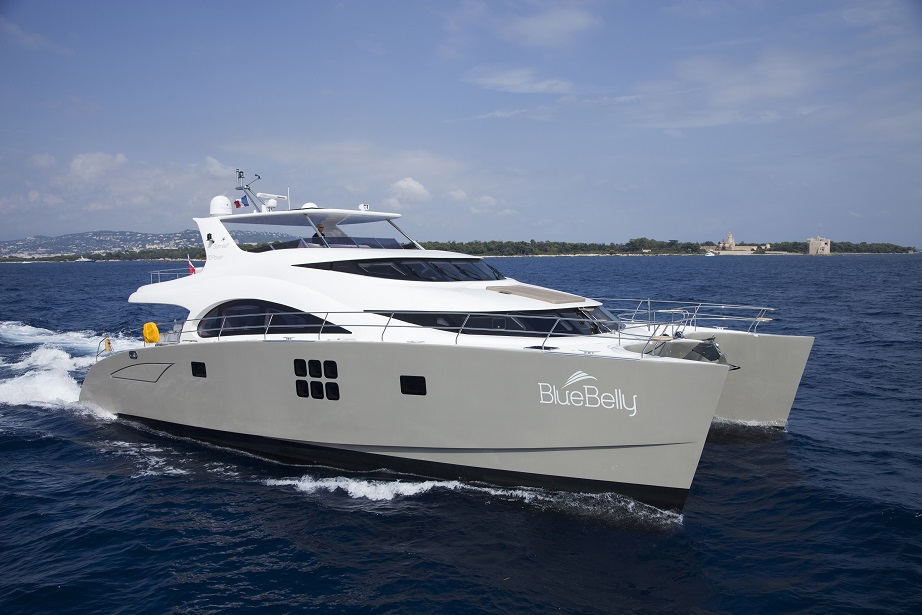
70 Sunreef Power

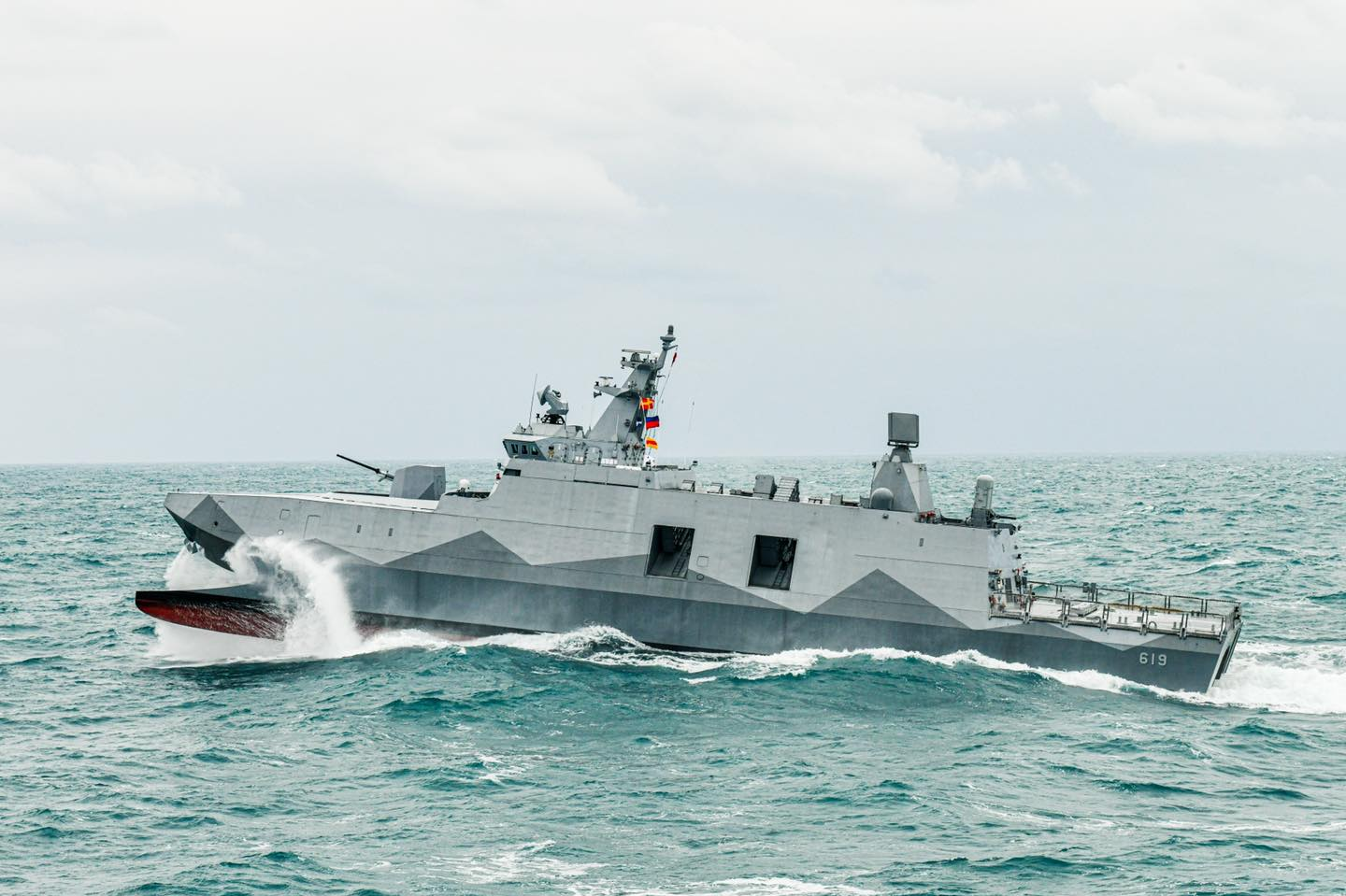
沱江級巡邏艦高機動

双体船设计的一个最新发展是动力双体船，“动力”型双体船荟萃了机动船的所有优点，并融合了双体船的很多特点。高速雙體船和風帆雙體船一樣，擁有較為穩定，水阻少，較輕，不易翻船等優點。由於雙體船的船體較長，在高速行駛時興波阻力比單體小，而且艦寛較闊亦較為穩定。用以運載低密度的貨物(例如作渡輪、觀光船)十分合適。是近年發展較快的一種，經常被應用在渡輪及軍事運輸上。
動力雙體船使用兩個瘦長的船體，多數配合渦輪噴氣發動機或柴油機的推動，以噴射水流的方式，把水快速推向船後，以獲得巨大的向前推進力。而在高速時，瘦長船身的阻力會大幅的降低。因此不少雙體船渡輪都可達到40節以上的高速。但高速雙體船由於船身較寬，設計時要考慮將來使用海面的波浪情況統計。否則船的自然頻率跟海浪接近，雙體船可能比單體船搖晃更嚴重。部分高速雙體船有一個位於水線以上的中央船身，用來改善於浪中的穏定性。

## 分類

普通雙體船（Basic Catamaran）

小水綫面雙體船（SWATH）

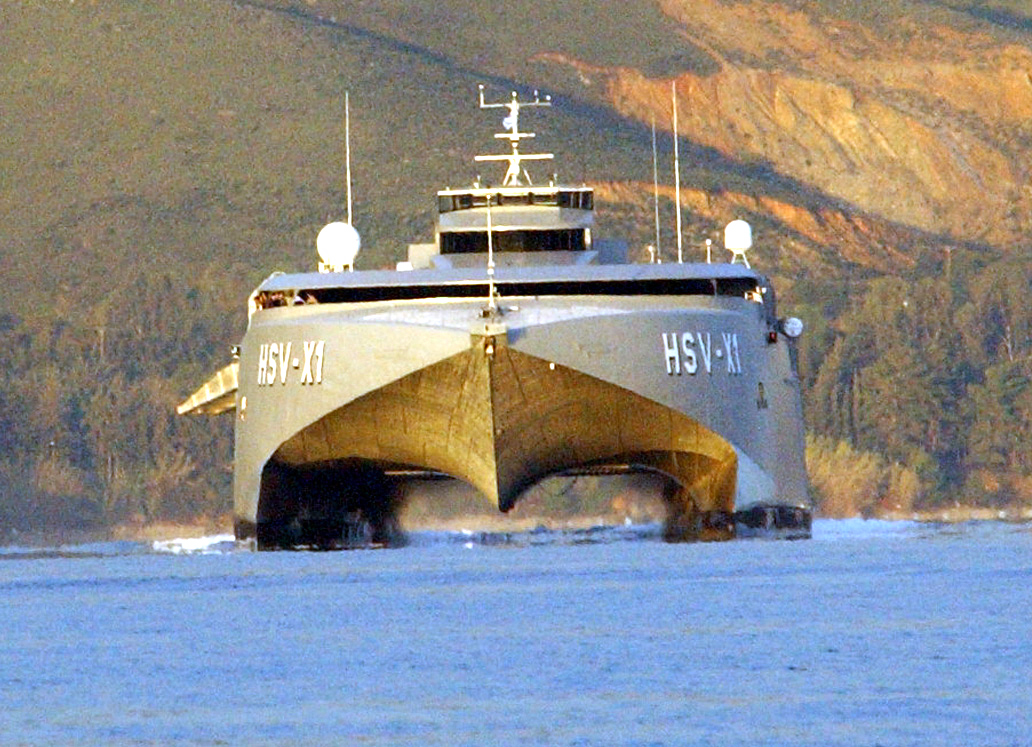
美國軍方的穿浪雙體船

自1960年代後開始出現不同的高性能雙體船設計。大致可分為：

### 普通雙體船
普通雙體船（Basic Cat）由於一般高速雙體船的設備簡易，沒有小水線面雙體船的複雜的自控、傳動，也沒有穿浪雙體船的複雜的船體結構與外形；因此成本較低，建造與維護簡單，為用戶所歡迎，近年來在高速客船中仍然獲得優先發展。其缺點是高速時阻力性能較差，耐波性也不太理想。（例：Tricat、FlyingCat）

### 小水綫面雙體船
小水綫面雙體船（Small Water-plane Area Twin Hull, SWATH）又叫做半潛雙體船。浮力由兩個樣子好像是魚雷、全浸在水中的船身提供。水綫正好在連接全浸船身跟水上船體的支架部分。因為水線面面積較小，這種船較不受浪的影響。小水綫面雙體船主要是用來提高船的穏定性，能在惡劣海情下保持高航速。但其船體結構複雜，自穩性差，吃水變化對載重量變化非常敏感。

### 穿浪雙體船
穿浪雙體船（Wave Piercing Catamaran，例：Incat）的船身經過特別的動力設計。高高抬起的主船體，在船首部份減少浮力，以減少船身跟隨波浪上下擺動。擴大兩片體間的橫向間距，這樣就加大了搖擺的頻率，減小了船體的橫搖、波浪抨擊及失速。由於沒有複雜的設備和突出的難點，獲得了迅猛的發展。

### 複合雙體船
複合雙體船包括：
- 半小水綫面雙體船（前半船身為小水綫面，後半為普通船身）；
- 水翼輔助雙體船（例：Foilcat水翼船、Super Shuttle 400）。